# فهرست جایزه‌ها و نامزدی‌های لی جونگ جه

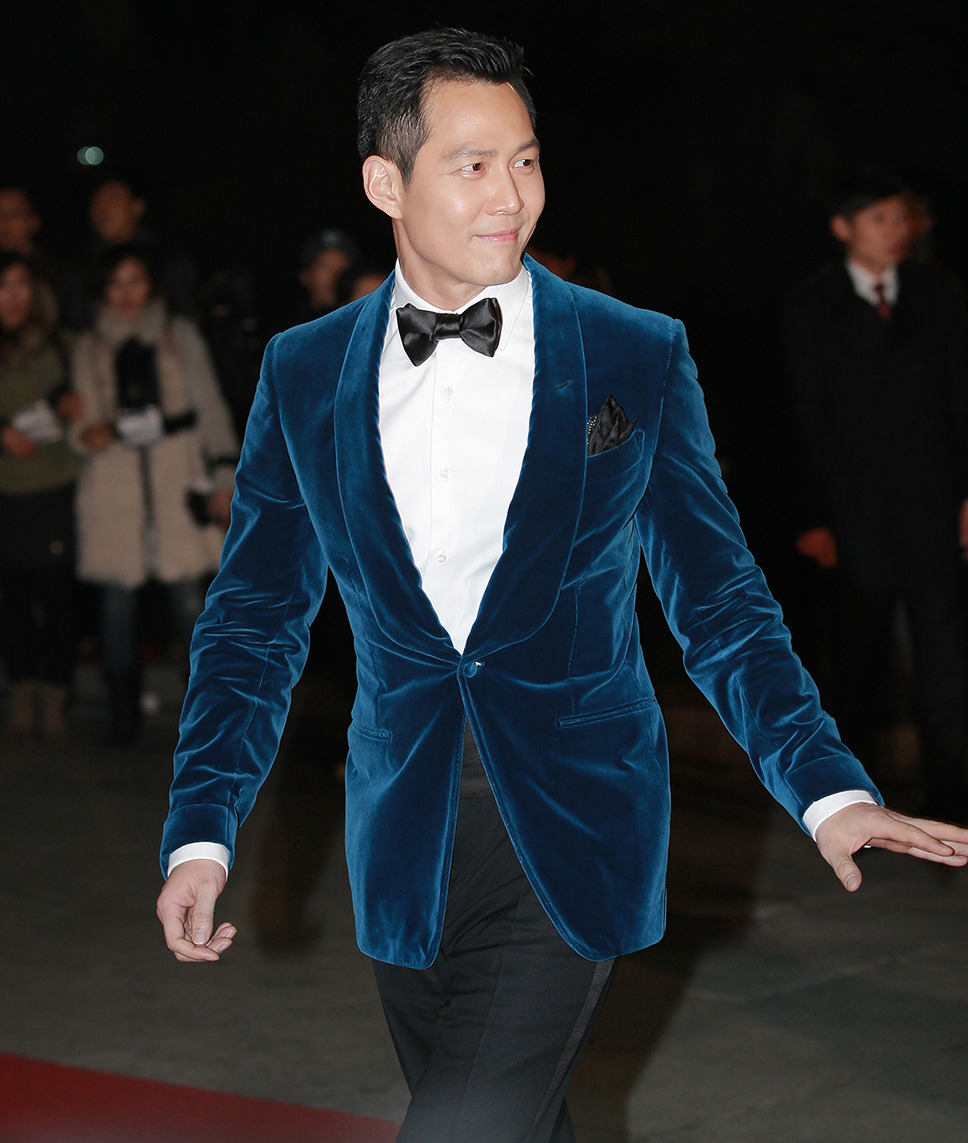
لی در سال ۲۰۱۳

این فهرستی از جایزه‌ها و نامزدی‌های دریافت‌شده توسط بازیگر اهل کره جنوبی، لی جونگ جه است. لی به خاطر ایفای نقش در انواع ژانرهای فیلم شناخته می‌شود و به‌طور بین‌المللی به خاطر بازی در مجموعه تلویزیونی بازی مرکب شهرت دارد.

## جوایز و نامزدی‌ها
| مراسم جوایز                                             | سال  | دسته                                               | نامزد / اثر            | نتیجه        | منابع         |
| ------------------------------------------------------- | ---- | -------------------------------------------------- | ---------------------- | ------------ | ------------- |
| جوایز بین‌المللی اکتا                                    | ۲۰۲۲ | بهترین بازیگر مرد در سریال                         | بازی مرکب              | نامزدشده     | [ ۱ ] [ ۲ ]   |
| جوایز ستارگان ای‌پی‌ای‌ان                                  | ۲۰۲۲ | بهترین بازیگر مرد در یک درام اوتی‌تی                | بازی مرکب              | نامزدشده     | [ ۳ ]         |
| جوایز آرتیست آسیا                                       | ۲۰۲۰ | جایزه بزرگ (دِه‌سانگ) - فیلم                         | از شر شیطان نجاتمان ده | برنده        | [ ۴ ]         |
| جوایز آرتیست آسیا                                       | ۲۰۲۱ | جایزه شگفت‌انگیز - بازیگر مرد                       | بازی مرکب              | برنده        | [ ۵ ]         |
| جوایز آرتیست آسیا                                       | ۲۰۲۱ | بازیگر سال (دِه‌سانگ)                                | بازی مرکب              | برنده        | [ ۶ ] [ ۷ ]   |
| جوایز آرتیست آسیا                                       | ۲۰۲۱ | جوایز هات ترند                                     | بازی مرکب              | برنده        | [ ۶ ] [ ۷ ]   |
| جوایز انجمن منتقدان فیلم آسیایی                         | ۲۰۱۶ | بهترین بازیگر مرد                                  | ترور                   | نامزدشده     |               |
| جوایز هنری بکسانگ                                       | ۱۹۹۵ | بهترین بازیگر تازه‌کار مرد – تلویزیون               | ساعت شنی               | برنده        |               |
| جوایز هنری بکسانگ                                       | ۱۹۹۵ | بهترین بازیگر تازه‌کار مرد – فیلم                   | مرد جوان               | برنده        |               |
| جوایز هنری بکسانگ                                       | ۱۹۹۷ | محبوب‌ترین بازیگر مرد – فیلم                        | پرنده آتشین            | برنده        |               |
| جوایز هنری بکسانگ                                       | ۱۹۹۹ | بهترین بازیگر مرد – فیلم                           | شهر طلوع خورشید        | نامزدشده     |               |
| جوایز هنری بکسانگ                                       | ۱۹۹۹ | محبوب‌ترین بازیگر مرد – فیلم                        | شهر طلوع خورشید        | برنده        |               |
| جوایز هنری بکسانگ                                       | ۲۰۱۴ | بهترین بازیگر مکمل مرد – فیلم                      | چهره‌خوان               | برنده        | [ ۸ ]         |
| جوایز هنری بکسانگ                                       | ۲۰۱۵ | جایزه این‌استایل فشنیستا                            | لی جونگ جه             | برنده        | [ ۹ ]         |
| جوایز هنری بکسانگ                                       | ۲۰۲۱ | بهترین بازیگر مرد – فیلم                           | از شر شیطان نجاتمان ده | نامزدشده     | [ ۱۰ ]        |
| جوایز هنری بکسانگ                                       | ۲۰۲۲ | بهترین بازیگر مرد – تلویزیون                       | بازی مرکب              | نامزدشده     | [ ۱۱ ]        |
| جوایز هنری بکسانگ                                       | ۲۰۲۳ | بهترین کارگردان                                    | شکار                   | نامزدشده     | [ ۱۲ ]        |
| جوایز هنری بکسانگ                                       | ۲۰۲۳ | بهترین کارگردان تازه‌کار                            | شکار                   | نامزدشده     | [ ۱۲ ]        |
| جوایز هنری بکسانگ                                       | ۲۰۲۳ | بهترین فیلم‌نامه                                    | شکار                   | نامزدشده     | [ ۱۲ ]        |
| جوایز بیوتیفول آرتیست (بنیاد هنر و فرهنگ شین یونگ کیون) | ۲۰۲۳ | جایزه هنرمند فیلم                                  | بازی مرکب              | برنده        | [ ۱۳ ]        |
| جوایز فیلم اژدهای آبی                                   | ۱۹۹۵ | بهترین بازیگر تازه‌کار مرد                          | مرد جوان               | برنده        |               |
| جوایز فیلم اژدهای آبی                                   | ۱۹۹۸ | بهترین بازیگر نقش اول مرد                          | یک ماجرا               | نامزدشده     |               |
| جوایز فیلم اژدهای آبی                                   | ۱۹۹۹ | بهترین بازیگر نقش اول مرد                          | شهر طلوع خورشید        | برنده        |               |
| جوایز فیلم اژدهای آبی                                   | ۲۰۱۳ | بهترین بازیگر نقش مکمل مرد                         | چهره‌خوان               | برنده        | [ ۱۴ ]        |
| جوایز فیلم اژدهای آبی                                   | ۲۰۱۵ | بهترین بازیگر نقش اول مرد                          | ترور                   | نامزدشده     |               |
| جوایز فیلم اژدهای آبی                                   | ۲۰۲۱ | بهترین بازیگر نقش اول مرد                          | از شر شیطان نجاتمان ده | نامزدشده     | [ ۱۵ ] [ ۱۶ ] |
| جوایز فیلم اژدهای آبی                                   | ۲۰۲۲ | بهترین کارگردان تازه‌کار                            | شکار                   | برنده        | [ ۱۷ ]        |
| جوایز فیلم اژدهای آبی                                   | ۲۰۲۲ | بهترین فیلم (به عنوان تهیه‌کننده)                   | شکار                   | نامزدشده     | [ ۱۸ ]        |
| جوایز فیلم اژدهای آبی                                   | ۲۰۲۲ | بهترین فیلم‌نامه                                    | شکار                   | نامزدشده     | [ ۱۸ ]        |
| جوایز سریال اژدهای آبی                                  | ۲۰۲۲ | بهترین بازیگر نقش اول مرد                          | بازی مرکب              | برنده        | [ ۱۹ ]        |
| جوایز فیلم بوایل                                        | ۲۰۱۴ | بهترین بازیگر نقش مکمل مرد                         | چهره‌خوان               | نامزدشده     |               |
| جوایز فیلم بوایل                                        | ۲۰۱۵ | بهترین بازیگر مرد                                  | ترور                   | برنده        | [ ۲۰ ]        |
| جوایز فیلم بوایل                                        | ۲۰۲۰ | بهترین بازیگر مرد                                  | از شر شیطان نجاتمان ده | نامزدشده     |               |
| جوایز فیلم بوایل                                        | ۲۰۲۲ | بهترین کارگردان تازه‌کار                            | شکار                   | برنده        | [ ۲۱ ]        |
| جوایز هنری فیلم چونسا                                   | ۲۰۱۴ | بهترین بازیگر مرد                                  | چهره‌خوان               | نامزدشده     |               |
| جوایز هنری فیلم چونسا                                   | ۲۰۲۱ | بهترین بازیگر مرد                                  | از شر شیطان نجاتمان ده | نامزدشده     | [ ۲۲ ]        |
| جوایز تلویزیونی منتخب منتقدان                           | ۲۰۲۲ | بهترین بازیگر مرد در سریال درام                    | بازی مرکب              | برنده        | [ ۲۳ ] [ ۲۴ ] |
| جوایز کات کارگردان                                      | ۲۰۲۲ | بهترین بازیگر مرد در سریال                         | بازی مرکب              | نامزدشده     | [ ۲۵ ]        |
| جوایز کات کارگردان                                      | ۲۰۲۳ | بهترین کارگردان تازه‌کار                            | شکار                   | نامزدشده     | [ ۲۶ ]        |
| جوایز ال استایل                                         | ۲۰۱۸ | سوپر آیکن (مرد)                                    | لی جونگ جه             | برنده        | [ ۲۷ ]        |
| هفته کارگردان فانتاسپورتو                               | ۲۰۱۱ | Best Actor                                         | خدمتکار                | برنده        | [ ۲۸ ]        |
| جوایز گلد دربی                                          | ۲۰۲۲ | بهترین بازیگر درام                                 | بازی مرکب              | نامزدشده     | [ ۲۹ ]        |
| جوایز گلدن سینماتوگرافی                                 | ۲۰۰۶ | Best Actor                                         | تیفون                  | برنده        |               |
| جوایز گلدن گلوب                                         | ۲۰۲۲ | بهترین بازیگر مرد – مجموعه تلویزیونی درام          | بازی مرکب              | نامزدشده     | [ ۳۰ ]        |
| جوایز گلدن لوتوس                                        | ۲۰۱۶ | بهترین بازیگر مرد                                  | تیک تاک                | نامزدشده     |               |
| جوایز گاتهام                                            | ۲۰۲۱ | اجرای برجسته در سریال جدید                         | بازی مرکب              | نامزدشده     | [ ۳۱ ]        |
| جوایز ناقوس بزرگ                                        | ۱۹۹۵ | بهترین بازیگر تازه‌کار مرد                          | مرد جوان               | برنده        |               |
| جوایز ناقوس بزرگ                                        | ۱۹۹۹ | بهترین بازیگر مرد                                  | شهر طلوع خورشید        | نامزدشده     |               |
| جوایز ناقوس بزرگ                                        | ۲۰۰۱ | بهترین بازیگر مرد                                  | آخرین هدیه             | نامزدشده     |               |
| جوایز ناقوس بزرگ                                        | ۲۰۰۶ | بهترین بازیگر مرد                                  | تیفون                  | نامزدشده     |               |
| جوایز ناقوس بزرگ                                        | ۲۰۱۳ | بهترین بازیگر مرد                                  | چهره‌خوان               | نامزدشده     |               |
| جوایز ناقوس بزرگ                                        | ۲۰۱۳ | جایزه محبوبیت                                      | چهره‌خوان               | برنده        | [ ۳۲ ]        |
| جوایز ناقوس بزرگ                                        | ۲۰۲۲ | بهترین کارگردان تازه‌کار                            | شکار                   | نامزدشده     | [ ۳۳ ]        |
| جوایز ناقوس بزرگ                                        | ۲۰۲۲ | بهترین فیلم                                        | شکار                   | نامزدشده     | [ ۳۳ ]        |
| جوایز ناقوس بزرگ                                        | ۲۰۲۲ | بهترین فیلم‌نامه                                    | شکار                   | نامزدشده     | [ ۳۳ ]        |
| جوایز انجمن منتقدان فیلم هاوایی                         | ۲۰۲۲ | بهترین فیلم‌ساز تازه‌کار                             | شکار                   | برنده        | [ ۳۴ ]        |
| جوایز تلویزیونی انجمن منتقدان هالیوود                   | ۲۰۲۲ | بهترین بازیگر مرد در مجموعه اینترنتی، درام         | بازی مرکب              | برنده        | [ ۳۵ ]        |
| جوایز ایندیپندنت اسپیریت                                | ۲۰۲۲ | بهترین اجرای بازیگر مرد در سریال جدید              | بازی مرکب              | برنده        | [ ۳۶ ]        |
| جوایز درامای کی‌بی‌اس                                     | ۱۹۹۴ | بهترین بازیگر تازه‌کار مرد                          | احساسات                | نامزدشده     |               |
| جوایز کینو لایتس                                        | ۲۰۲۱ | بازیگر مرد سال (داخلی)                             | بازی مرکب              | جایگاه چهارم | [ ۳۷ ]        |
| جوایز کینو لایتس                                        | ۲۰۲۲ | بازیگر مرد سال (داخلی)                             | شکار                   | جایگاه چهارم | [ ۳۸ ]        |
| جوایز انجمن منتقدان فیلم کره‌ای                          | ۱۹۹۵ | بهترین بازیگر تازه‌کار مرد                          | مرد جوان               | برنده        |               |
| جوایز انجمن منتقدان فیلم کره‌ای                          | ۱۹۹۹ | بهترین بازیگر مرد                                  | شهر طلوع خورشید        | برنده        |               |
| جوایز انجمن منتقدان فیلم کره‌ای                          | ۲۰۱۳ | جایزه ستاره سی‌جی سی‌جی‌وی                            | دنیای جدید، چهره‌خوان   | برنده        | [ ۳۹ ]        |
| جوایز انجمن منتقدان فیلم کره‌ای                          | ۲۰۱۳ | بهترین بازیگر مرد                                  | چهره‌خوان               | نامزدشده     |               |
| جوایز انجمن منتقدان فیلم کره‌ای                          | ۲۰۲۲ | بهترین کارگردان تازه‌کار                            | شکار                   | برنده        | [ ۴۰ ]        |
| جوایز درامای کره                                        | ۲۰۱۹ | جایزه یزترین بازیگر مرد                            | رئیس ستاد              | نامزدشده     | [ ۴۱ ]        |
| جوایز فیلم انجمن خبرنگاران فیلم کره                     | ۲۰۱۴ | بهترین بازیگر مکمل مرد                             | چهره‌خوان               | برنده        | [ ۴۲ ]        |
| جوایز تصویر کره                                         | ۲۰۲۳ | جایزه تصویر استپینگ استون کره                      | بازی مرکب، شکار        | برنده        | [ ۴۳ ]        |
| جوایز ستاره آسیایی ماری کلر                             | ۲۰۱۵ | بازیگر مرد سال                                     | ترور                   | برنده        | [ ۴۴ ]        |
| جشنواره فیلم آسیایی لندن                                | ۲۰۲۲ | جایزه افتخاری                                      | شکار                   | برنده        | [ ۴۵ ]        |
| جوایز مکس مووی                                          | ۲۰۱۴ | بهترین بازیگر نقش مکمل مرد                         | چهره‌خوان               | نامزدشده     |               |
| جوایز مکس مووی                                          | ۲۰۱۶ | بهترین بازیگر مرد                                  | ترور                   | نامزدشده     |               |
| جوایز برگزیده ۲۰ ام‌نت                                   | ۲۰۱۰ | تاثیرگذارترین ستاره                                | لی جونگ جه             | برنده        | [ ۴۶ ]        |
| جوایز برند ملی                                          | ۲۰۲۲ | جوایز برند ملی در بخش فرهنگ                        | لی جونگ جه             | برنده        | [ ۴۷ ]        |
| جوایز امی ساعات پربیننده                                | ۲۰۲۲ | بهترین بازیگر نقش اول مرد در مجموعه تلویزیونی درام | بازی مرکب              | برنده        | [ ۴۸ ]        |
| جوایز درامای اس‌بی‌اس                                     | ۱۹۹۵ | بهترین بازیگر تازه‌کار مرد                          | ساعت شنی               | برنده        |               |
| جوایز انجمن بازیگران فیلم                               | ۲۰۲۲ | بهترین اجرای بازیگر مرد در مجموعه درام             | بازی مرکب              | برنده        | [ ۴۹ ]        |
| جوایز انجمن بازیگران فیلم                               | ۲۰۲۲ | بهترین اجرای گروه بازیگران در مجموعه درام          | بازی مرکب              | نامزدشده     | [ ۴۹ ]        |
| جوایز موفقیت سئول                                       | ۲۰۲۲ | جایزه بزرگ فرهنگ عامه – بازیگر                     | لی جونگ جه             | برنده        | [ ۵۰ ]        |
| جوایز استایل آیکن                                       | ۲۰۰۸ | بازیگر مرد استایل آیکن                             | لی جونگ جه             | برنده        | [ ۵۱ ]        |
| جوایز استایل آیکن                                       | ۲۰۱۶ | بون‌سانگ                                            | لی جونگ جه             | برنده        | [ ۵۲ ]        |
| ورونا لاو اسکرینز فیلم فستیوال                          | ۲۰۰۲ | بهترین بازیگر مرد                                  | Asako in Ruby Shoes    | برنده        |               |
| جوایز ویژنری                                            | ۲۰۲۳ | ۲۰۲۳ ویژنری                                        | لی جونگ جه             | برنده        | [ ۵۴ ]        |

## دستاوردهای دیگر

### افتخارات دولتی
| کشور      | مراسم جایزه                    | سال  | افتخار                      | منابع  |
| --------- | ------------------------------ | ---- | --------------------------- | ------ |
| کره جنوبی | سی و هشتمین رویداد روز پس‌انداز | ۲۰۰۱ | تقدیرنامه نخست‌وزیر          | [ ۵۵ ] |
| کره جنوبی | جوایز فرهنگ و هنر عامه کره‌ای   | ۲۰۲۲ | نشان شایستگی فرهنگی گوم‌گوان | [ ۵۹ ] |

### فهرست‌ها
| ناشر        | سال  | فهرست                                                    | جایگاه       | منابع  |
| ----------- | ---- | -------------------------------------------------------- | ------------ | ------ |
| فوربز       | ۲۰۱۶ | سلبریتی قدرتمند کره                                      | بیست و چهارم | [ ۶۰ ] |
| فوربز       | ۲۰۲۲ | سلبریتی قدرتمند کره                                      | هجدهم        | [ ۶۱ ] |
| جوی نیوز ۲۴ | ۲۰۲۱ | بهترین بازیگر مرد سال                                    | اول          | [ ۶۲ ] |
| د اسکرین    | ۲۰۰۹ | بازیگران برجسته و پرفروش در گیشه فیلم‌های کره‌ای ۱۹۸۴–۲۰۰۸ | سی و یکم     | [ ۶۳ ] |
| د اسکرین    | ۲۰۱۹ | بازیگران برجسته و پرفروش در گیشه فیلم‌های کره‌ای ۲۰۰۹–۲۰۱۹ | ششم          | [ ۶۴ ] |